# Cantón de Puget-Théniers
El cantón de Puget-Théniers era una división administrativa francesa que estaba situada en el departamento de Alpes Marítimos y la región de Provenza-Alpes-Costa Azul.

## Composición
El cantón estaba formado por nueve comunas:
- Ascros
- Auvare
- La Croix-sur-Roudoule
- La Penne
- Puget-Rostang
- Puget-Théniers
- Rigaud
- Saint-Antonin
- Saint-Léger

## Supresión del cantón de Puget-Théniers
En aplicación del Decreto nº 2014-227 de 24 de febrero de 2014, el cantón de Puget-Théniers fue suprimido el 22 de marzo de 2015 y sus 9 comunas pasaron a formar parte del nuevo cantón de Vence.